# Dobsonia
Dobsonia es un género de murciélagos megaquirópteros de la familia Pteropodidae conocidos comúnmente como murciélagos frugívoros de dorso desnudo. 

## Morfología
Tienen la parte inferior del dorso aparentemente desnudo de pelo ya que los patagios desnudos se unen al cuerpo a lo largo de la línea de la columna vertebral, sin embargo, bajo el ala el cuerpo está cubierto por el pelaje. Se diferencian del resto de los megaquirópteros en que carecen de uña en el segundo dedo.

## Distribución
El área de distribución de las especies de este género comprende Filipinas, Indonesia, Nueva Guinea, el norte de Australia, islas Salomón e islas adyacentes.

## Especies
Se han descrito las siguientes especies:
- Dobsonia anderseni
- Dobsonia beauforti
- Dobsonia chapmani
- Dobsonia crenulata
- Dobsonia emersa
- Dobsonia exoleta
- Dobsonia inermis
- Dobsonia magna
- Dobsonia minor
- Dobsonia moluccensis
- Dobsonia pannietensis
- Dobsonia peronii
- Dobsonia praedatrix
- Dobsonia viridis